# It's Monk's Time
| Recensione | Giudizio |
| ---------- | -------- |
| AllMusic   | [ 1 ]    |

It's Monk's Time è un album in studio del musicista statunitense Thelonious Monk, pubblicato nel 1964 dall'etichetta discografica Columbia Records.

## Descrizione
L'album contiene tre composizioni originali e tre standard jazz.

## Tracce
1. Lulu's Back In Town – 9:55 (Al Dubin, Harry Warren)
2. Memories of You – 6:06 (Andy Razaf, Eubie Blake)
3. Stuffy Turkey – 8:16 (Thelonious Monk)
4. Brake's Sake – 12:29 (Thelonious Monk)
5. Nice Work If You Can Get It – 4:15 (George Gershwin, Ira Gershwin)
6. Shuffle Boil – 7:09 (Thelonious Monk)

Durata totale: 48:10

## Crediti

### Musicisti
- Thelonious Monk – pianoforte
- Butch Warren – contrabbasso
- Ben Riley – batteria
- Charlie Rouse – sax tenore

### Personale tecnico
- Teo Macero – produzione